# Charte Natura 2000
La charte Natura 2000 est une pièce constitutive du DOCOB de chaque site Natura 2000 ayant pour but d'assurer la conservation du site Natura 2000, de reconnaitre et de valoriser les bonnes pratiques.

## Législation
La France, pour la gestion des sites Natura 2000, a privilégié la contractualisation. C’est dans ce cadre qu’a été créée la charte Natura 2000.
Elle a été créée par la loi no 2005-157 du 23 février 2005 qui modifie notamment le code de l'environnement et le code forestier.
Elle se définit comme un « outil d’adhésion au document d’objectif d’un site Natura 2000 (DOCOB) qui n’implique pas le versement d’une rémunération ».
Elle est constituée d’engagements et de recommandations spécifiques à chaque habitat naturel dont la liste est établie en concertation.
Cet ensemble de bonnes pratiques peut donner lieu à signature par parcelle cadastrale (par le propriétaire ou cosignée par le propriétaire et le mandataire). Elle est signée pour 5 ans et donne lieu à une exonération de la taxe foncière sur les propriétés non bâties. Elle donne aussi droit pour les parcelles en sylviculture à des aides spécifiques,.

## Exemples de bonne pratique
Pour les collectivités :
- entretien des chemins et des sentiers de randonnée sans herbicides et fauche à dates adaptées.
- entretien des réseaux

Pour les agriculteurs :
- dates de fauche
- distance de plantation des peupliers

Pour tous :
- préservation du milieu